# Stephen Dunn (diretor)
Stephen Dunn (nascido em 18 de janeiro de 1989) é um diretor, roteirista e produtor canadense. Ele fez sua estreia na direção de longas-metragens em 2015 com Closet Monster, que estreou no Festival Internacional de Cinema de Toronto.

## Juventude
Dunn nasceu e foi criado em São João da Terra Nova, Terra Nova e Labrador. Mais tarde, ele estudou no Centro de Cinema Canadense e na Universidade Metropolitana de Toronto.

## Carreira
Dunn frequentou a escola de cinema na Universidade Metropolitana de Toronto em Toronto e produziu vários curtas-metragens quando estudante, muitos dos quais exibidos em festivais. Um de seus primeiros curtas-metragens, intitulado Life Doesn't Frighten Me, estrelou o ator canadense Gordon Pinsent e ganhou vários prêmios, incluindo o CBC Short Film Face-Off, com um prêmio em dinheiro de US$ 30.000. O filme também ganhou prêmios no Toronto Student Film Festival e no Festival de Cinema de Tribeca em 2013.
Seus outros curtas-metragens incluem Lionel Lonely Heart, Words! Words! Words! e Swallowed.

### Closet Monster
A estreia de Dunn na direção de um longa-metragem, Closet Monster, ganhou o prêmio de Melhor Longa-Metragem Canadense no Festival Internacional de Cinema de Toronto de 2015. Ele também foi nomeado o vencedor inaugural do Len Blum Residency, um programa do Festival Internacional de Cinema de Toronto para diretores emergentes.

### Outros trabalhos
Dunn dirigiu e produziu a websérie Pop-Up Porno, que é transmitida no YouTube e estreou no Festival de Cinema de Sundance. Ele também dirigiu "The Son", um episódio de 2020 da série Little America da Apple TV+ com foco em um imigrante gay da Síria, e está escrevendo uma reinicialização planejada de Queer as Folk.

## Vida pessoal
Em 2022, Dunn disse ao público que o novo local de Queer as Folk (2022) se passa em Nova Orleães porque ele queria dar uma contribuição a sua amiga superstar drag queen Chi Chi DeVayne, que já faleceu. Dunn também é um homem assumidamente gay.

## Filmografia

### Cinema
| Título                   | Ano  | Creditado como | Creditado como | Creditado como | Notas                                                                     |
| Título                   | Ano  | Diretor        | Produtor       | Escritor       | Notas                                                                     |
| ------------------------ | ---- | -------------- | -------------- | -------------- | ------------------------------------------------------------------------- |
| Lionel Lonely Heart      | 2008 | Sim            | Sim            | Sim            | Curta-metragem Creditado como Stephen Patrick Dunn                        |
| The Hall                 | 2009 | Sim            | Co-produtor    | Sim            | Curta-metragem Creditado como Stephen Patrick Dunn                        |
| Words! Words! Words!     | 2009 | Sim            | Sim            | Sim            | Curta-metragem Cinematográfico Editor Creditado como Stephen Patrick Dunn |
| Swallowed                | 2010 | Sim            | Sim            | Sim            | Curta-metragem Letra por                                                  |
| Life Doesn't Frighten Me | 2012 | Sim            | Co-produtor    | Sim            | Curta-metragem Creditado como Stephen Patrick Dunn                        |
| Night Light              | 2012 | Sim            | Não            | História       | Curta-metragem                                                            |
| We Wanted More           | 2013 | Sim            | Não            | Sim            | Curta-metragem Creditado como Stephen Patrick Dunn                        |
| Good Morning             | 2014 | Co-diretor     | Não            | Não            | Curta-metragem                                                            |
| The Imagined             | 2014 | Não            | Não            | Sim            | Curta-metragem Autor original                                             |
| Pop-Up Porno             | 2015 | Sim            | Co-produtor    | Sim            | Documentário curta-metragem                                               |
| Closet Monster           | 2015 | Sim            | Não            | Sim            |                                                                           |

### Televisão
Os números nos créditos de direção e redação referem-se ao número de episódios.
| † | Denota séries de televisão que ainda não foram ao ar. |

| Título           | Ano  | Creditado como | Creditado como | Creditado como | Creditado como     | Canal            | Notas                               |
| Título           | Ano  | Criador        | Diretor        | Writer         | Produtor executivo | Canal            | Notas                               |
| ---------------- | ---- | -------------- | -------------- | -------------- | ------------------ | ---------------- | ----------------------------------- |
| Reel East Coast  | 2015 | Não            | Sim (1)        | Sim (1)        | Não                | CBC Television   | Segmento "Life Doesn't Frighten Me" |
| Heritage Minutes | 2018 | Não            | Sim (2)        | Sim (2)        | Não                | Historica Canada | Websérie                            |
| Little America   | 2020 | Não            | Sim (1)        | Sim (1)        | Não                | Apple TV+        |                                     |
| Queer as Folk    | 2022 | Desenvolvedor  | Sim (3)        | Sim (3)        | Sim                | Peacock          |                                     |